# 特倫欽
特倫欽（斯洛伐克語發音：[ˈtrentʂiːn] ⓘ）是位於斯洛伐克西部的一個城市。靠近捷克邊境。距斯洛伐克首都布拉迪斯拉發約120公里。特倫欽是特倫欽州的首府所在地。特倫欽是斯洛伐克第9大城市。市內有一座修建於中世紀時期的城堡。

## 景点
- 特伦钦城堡
- 和平广场
- 特伦钦犹太会堂